# أنسيو

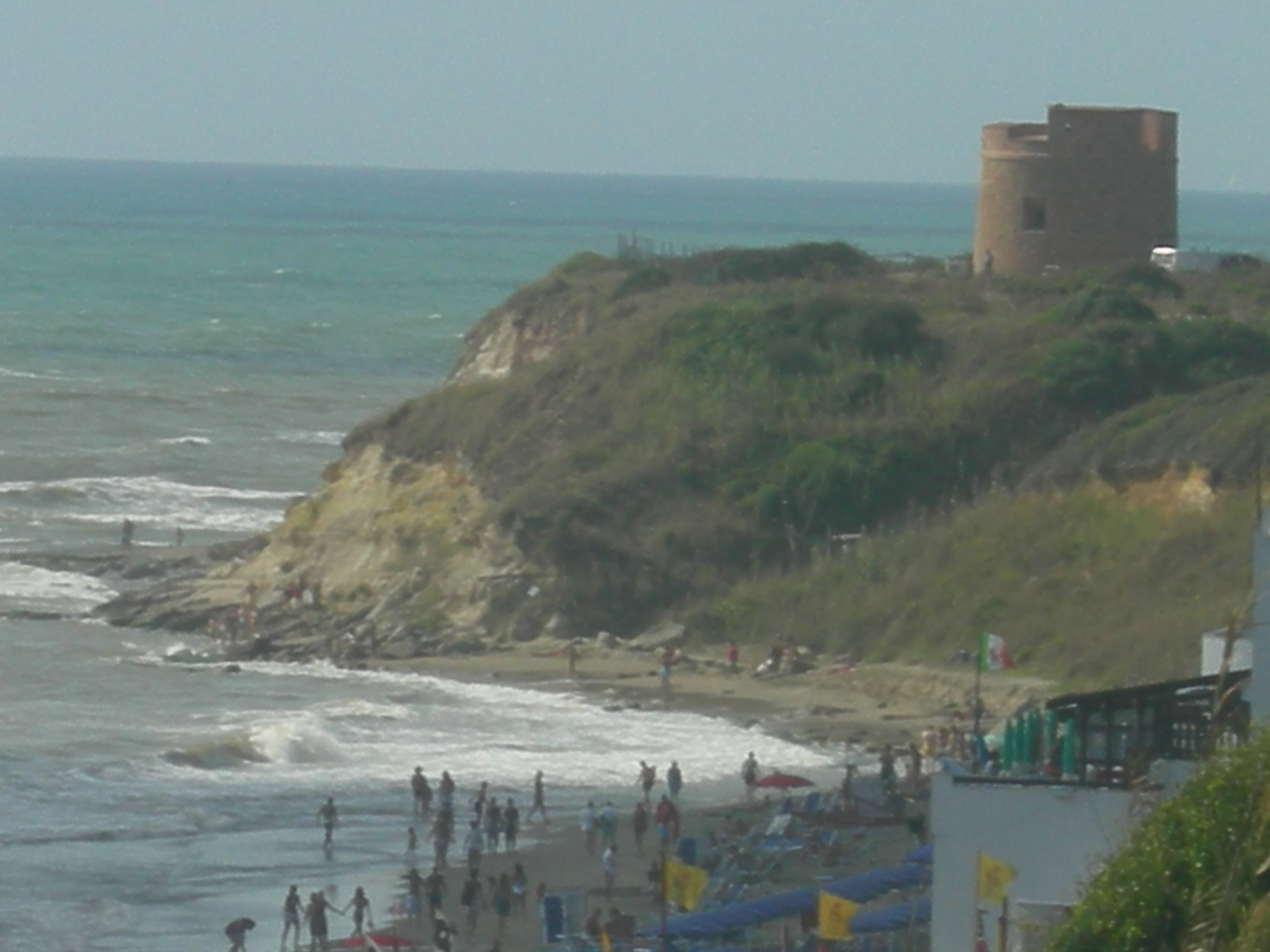
برج كالدارا

أنسيو (بالإيطالية: Anzio)‏، مدينة ومنتجع على الساحل في إقليم لاتسيو الإيطالي وضمن مقاطعة روما، تبعد حوالي 33 ميلا جنوب شرق روما عدد سكانها 47.358 نسمة. معروفة بمرفأها البحري، فمن ميناء قبلة السياح من هواة الصيد ونقطة انطلاق للبواخر والقوارب السريعة إلى الجزر أرخبيل بونتيني الصغيرة في البحر التيراني مثل جزيرة بونسا. تتمثل أهمية المدينة تاريخية كبيرة في أنها موقع نزول الحاسم لسفن الحلفاء على السواحل الإيطالية خلال الحرب العالمية الثانية. وقد منحت العلم الأزرق لجودة شواطئها.

## السكان
في سنة 1871 بلغ عدد السكان 1٬070 نسمة، وتطور العدد ليصل في سنة 2011 لـ 49٬731 نسمة.
يظهر هذا المخطط البياني تطور النمو السكاني لـ أنسيو

## توأمة
لأنسيو اتفاقيات توأمة مع كل من:
- باد بيرمونت
- هيمستيده
- بروكلين
- Paphos Municipality  [لغات أخرى]‏ [5]

## أعلام
- جوليو رينالدي
- مانويل ريتشي
- لويجي مورسيانو
- أليسيو رومانيولي
- إيلين إينسورث